# Кемпбелл (Нью-Йорк)
Кемпбелл (англ. Campbell) — місто (англ. town) в США, в окрузі Стубен штату Нью-Йорк. Населення — 3160 осіб (2020).

## Демографія
Згідно з переписом 2010 року, у місті мешкало 3406 осіб у 1373 домогосподарствах у складі 964 родин. Було 1460 помешкань
Расовий склад населення:
| - 97,4 % — білих - 0,4 % — чорних або афроамериканців - 0,3 % — азіатів - 0,1 % — корінних американців |

До двох чи більше рас належало 1,8 %. Частка іспаномовних становила 1,1 % від усіх жителів.
За віковим діапазоном населення розподілялося таким чином: 22,6 % — особи молодші 18 років, 61,0 % — особи у віці 18—64 років, 16,4 % — особи у віці 65 років та старші. Медіана віку мешканця становила 43,0 року. На 100 осіб жіночої статі у місті припадало 96,5 чоловіків;  на 100 жінок у віці від 18 років та старших — 96,2 чоловіків також старших 18 років.
Середній дохід на одне домашнє господарство  становив 65 544 долари США (медіана — 46 853), а середній дохід на одну сім'ю — 69 583 долари (медіана — 56 974). Медіана доходів становила 36 667 доларів для чоловіків та 35 536 доларів для жінок. За межею бідності перебувало 10,6 % осіб, у тому числі 8,9 % дітей у віці до 18 років та 7,4 % осіб у віці 65 років та старших.
Цивільне працевлаштоване населення становило 1442 особи. Основні галузі зайнятості: освіта, охорона здоров'я та соціальна допомога — 24,2 %, виробництво — 18,2 %, будівництво — 11,4 %, науковці, спеціалісти, менеджери — 9,0 %.